# ژنگ لیهوی
ژنگ لیهوی (چینی: 郑李辉؛ زادهٔ ۱ ژانویهٔ ۱۹۸۰) ژیمناست هنری اهل چین است. از افتخارات وی می‌توان به کسب مدال طلا تیمی در بازی‌های المپیک تابستانی ۲۰۰۰ اشاره کرد.